# Bataille de Borowa Góra
Seconde Guerre mondiale
Batailles
Campagne de Pologne :
- Ultimatum allemand
- Ordre de bataille
- Opération Himmler
- Plan Pékin
- Plan Worek
- Baie de Dantzig
- Défense de la poste centrale de Dantzig
- Westerplatte
- Grudziądz
- Mokra
- Węgierska Górka
- Krojanty
- Forêt de Tuchola
- Borowa Góra
- Wizna
- La Bzura
- Hel
- Jarosław
- Brest-Litovsk
- Tête de pont roumaine
- Invasion soviétique
- Lwów
- Modlin
- Tomaszów Lubelski
- Grodno
- Krasnobród
- Wilno
- Varsovie
- Szack
- Wytyczno
- Kock

La bataille de Borowa Góra (en polonais : Bitwa pod Borową Górą) est l'une des premières batailles de la campagne de Pologne pendant la Seconde Guerre mondiale qui se déroule près des monts de Borowa Góra (pl), village situé au sud-ouest de Piotrków Trybunalski et à l'est de Bełchatów. La bataille, livrée entre la Wehrmacht dans le cadre de son avance sur Łódź et l'armée polonaise, est la conséquence directe des batailles de frontière qui eurent lieu lors des premiers jours du conflit.
Les montagnes de Borowa Góra (278 mètres au-dessus du niveau de la mer) formaient un point stratégique que le XVIe Corps d'armée allemand devait percer afin de progresser vers Radomsko et Łódź dans le centre de la Pologne.

## Contexte historique
Le général polonais Wiktor Thommée, commandant le groupe opérationnel Piotrków de l'armée de Łódź, ordonne au colonel Czyżewski de défendre une ligne de 25 kilomètres dans la région de Rozprza. Les unités polonaises sont supposées rester en position défensive jusqu'au 4 septembre 1939, date à laquelle une contre-offensive est prévue à partir des forêts de Sulejów. Du fait que Czyżewski n'avait pas assez d'hommes, il décide de mettre en place 3 positions défensives sur le front suffisamment espacées afin de pouvoir contrôler l'espace entre elles. 
Le centre de la défense polonaise est établie dans les montagnes de Borowa Góra. Les forces polonaises prennent position dans la nuit du 2 au 3 septembre. Le général Juliusz Rómmel, conscient de la supériorité numérique et matérielle des Allemands décide de renforcer la ligne en déployant le 301e bataillons de chars légers sous le commandement du major Edmund Karpow, consistant en 49 chars Vickers.

## Ordre de bataille

### Forces allemandes
XVIe Corps d'armée allemand (sous le commandement d'Erich Hoepner) :
- 1re Panzerdivision ;
- 4e Panzerdivision ;
- 14e division d'infanterie motorisée ;
- 31e division d'infanterie.

### Forces polonaises
- 2e régiment d'infanterie de la Légion (2. pułk piechoty legionów, 2ppLeg, sous le commandement du colonel Ludwik Czyżewski (pl)) ;
- 146e régiment d'infanterie (44e division d'infanterie).

## Déroulement de la bataille
Les premières unités allemandes s'approchent des positions polonaises le 3 septembre vers 13h00. Deux heures après, les Panzers attaquent les montagnes de Borowa Góra. Les combats feront rage pendant plusieurs heures avant que les Allemands battent en retraite et se regroupent dans la nuit pour préparer une attaque le lendemain matin. La Wehrmacht est soutenue par la Luftwaffe qui bombarde les positions polonaises, conduisant certains soldats de l'armée polonaise à abandonner leur poste.
Dans la soirée du 3 septembre, les unités de la 1re Panzerdivision allemande capturent Rozprza avant d'être repoussées par les Polonais. 
Le 4 septembre, la 31e division d'infanterie allemande progresse vers Bełchatów mais est repoussée par les forces polonaises. Dans le secteur de Rozprza, les défenseurs polonais sont mis à mal par la présence de divisions de Panzers. La 1re division de Panzers attaque la ville tandis que la 4e concentre ses efforts sur la prise de Jeżów. Dans l'après-midi, l'ensemble du front polonais est attaqué entre les montagnes de Borowa Góra et Rozprza. 
Les combats durent jusqu'à la tombée de la nuit et dans la matinée du 5 septembre, les Allemands réitèrent leurs attaques avec le soutien aérien de la Luftwaffe. Le colonel Ludwik Czyżewski est contraint d'ordonner une retraite vers Dłutów, permettant aux Allemands d'avancer sur Piotrków Trybunalski. Certains unités, n'ayant pas entendu l'ordre de retraite, continuent le combat jusqu'au 6 septembre.

## Conséquences
Les pertes de l'armée polonaise pendant la bataille s'élevèrent à 663 hommes (dont seize officiers et soixante-trois sous-officiers) tandis que les pertes allemandes furent également importantes.
Le 6 septembre, les Allemands continuent leur progression dans le centre de la Pologne et atteignent les portes de Łódź, troisième plus grande ville du pays. Les troupes de Juliusz Rómmel tiendront la ville pendant deux jours avant qu'elle ne tombe.
Le 9 septembre, l'armée polonaise lance une contre-offensive : c'est la bataille de la Bzura qui se soldera par un échec malgré plusieurs succès.